# Ислам в Эсватини

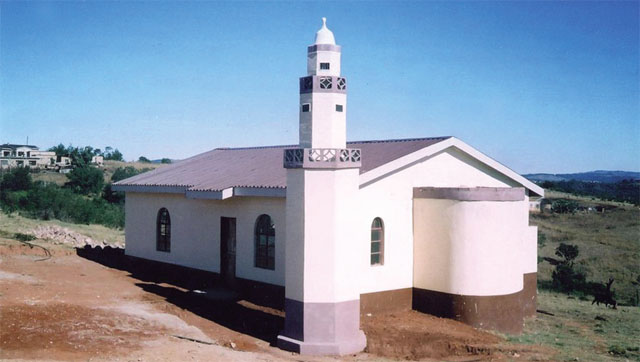
Мечеть Баитул Хади, Хлатикулу

Ислам в Эсватини (свати Islam a Umbuso weSwatini) — одна из основных религий в Королевстве Эсватини, которую исповедуют, по разным данным[каким?], от 12 до 116 тысяч человек.
Согласно всем источникам[каким?], основная масса мусульман Эсватини — это выходцы из Пакистана. Многие из них попали туда ещё в колониальную эпоху, в XV—XVI веках.
В начале XX века вплоть до независимости Эсватини мусульманское население подвергалось значительным гонениям. Лишь новая конституция, принятая в 2006 году гарантировала свободу вероисповедания населению Королевства. С этого времени мусульмане в Эсватини имеют возможность строить свои мечети и медресе.

## Численность
По версии многих статистических данных[каких?], которые в свою очередь опираются на отчеты западных и местных источников[каких?], в Эсватини проживает около 12 000 мусульман, что составляет 1 % от общей численности населения. Однако, украинский справочник «Весь світ у цифрах та фактах» приводит цифру в 10 % мусульман (то есть около 116 000 человек, на 2004 год). Возможно, это противоречие объясняется включением приверженцев секты бахаи в число мусульман, — согласно ряду источников[каких?], их там довольно много. Возможно, данные некоторых источников занижены.